# Valtrovice
Valtrovice (en allemand : Waltrowitz) est une commune du district de Znojmo, dans la région de Moravie-du-Sud, en République tchèque. Sa population s'élevait à 423 habitants en 2020.

## Géographie
Valtrovice se trouve à proximité de la frontière autrichienne, à 15 km à l'est-sud-est de Znojmo, à 53 km à l'ouest-sud-ouest de Brno et à 169 km au sud-est de Prague.
La commune est limitée par Krhovice au nord-ouest, par Božice au nord, par Křídlůvky à l'est, par Slup au sud, et par Strachotice à l'ouest.

## Histoire
La première mention écrite de la localité date de 1307.